# Anne Georget
Pour les articles homonymes, voir Georget.
Anne Georget, née en 1962, est une documentariste et journaliste française.

## Biographie

### Jeunesse et formation
Après des études secondaires en Touraine, Anne Georget intègre l’Institut d’études politiques de Paris dont elle sort diplômée en 1985.

### Carrière professionnelle
Membre de l’agence Viva - La Compagnie des Reporters, puis en free-lance, elle écrit pour de nombreux magazines francophones (Le Nouvel Observateur, Le Point, 24 Heures, Ça m’intéresse, Géo, Globe, Paris Match, Rolling Stone, La Vie…)[réf. nécessaire].
Entre 1985 et 1986, elle travaille en Chine, en tandem avec le photographe Yann Layma[réf. nécessaire].
Titulaire d’une Fullbright Fellowship, elle part étudier le journalisme à l'Université Columbia. Elle obtient son master en 1988, spécialisation documentaire et un John M. Patterson Award pour son film de fin d’année, An Old Killer Returns.
À son retour des États-Unis, elle intègre l’agence CAPA et travaille pour l’émission hebdomadaire d’actualité 24 Heures diffusé en clair sur Canal+. Pendant deux ans, elle participe à une trentaine d’éditions couvrant les grands événements de la fin des années 1980 : la chute du mur de Berlin, la libération des condamnés de Rivonia (compagnons de Nelson Mandela) en Afrique du Sud, la première Intifada, la Révolution de velours en Tchécoslovaquie, la chute de Ceaușescu en Roumanie, etc.[réf. nécessaire]
En 1991, Anne Georget est rédactrice en chef de La Sixième Dimension, magazine hebdomadaire d’actualité culturelle sur M6.
Elle rejoint l’agence Interscoop fondée par les réalisateurs Christophe de Ponfilly et Frédéric Laffont pour participer à Du côté de Zanzibar, un rendez-vous documentaire mensuel sur FR3.
Anne Georget a été membre du jury du Festival international des médias de Banff (Canada) en 2002 et 2004[réf. nécessaire], et du Festival international des programmes audiovisuels de Biarritz en 2006[réf. nécessaire].
Anne Georget est élue présidente de la Société civile des auteurs multimédia en 2015.
En 2020, elle est présidente du Festival international de programmes audiovisuels documentaires de Biarritz.
En 2022, elle sort un documentaire sur la vaccination intitulé Des vaccins et des hommes. Le documentaire suscite une série de critiques, notamment par Le Parisien et Arrêt sur images, ainsi que par des chercheurs dont certains interviennent dans le documentaire, pour son ton jugé antivaccin et des interventions de praticiens dont le discours est éloigné du consensus scientifique sur le sujet comme Michel de Lorgeril,. Le journaliste François Ekchajzer de Télérama estime quant à lui que le documentaire « livre une réflexion rigoureuse, solidement étayée ».

## Vie privée
Anne Georget est la fille de Michel Georget (1934—2019), biologiste, ancien président de la Ligue nationale pour la liberté des vaccinations.

## Documentaires
- Des vaccins et des hommes (90 min ou 84 min), Arte, 2022
- Cholestérol, le grand bluff (90 min), Arte, 2016
- Adoption, le choix des nations, (80 min), 2015
- Festins imaginaires (70 min), Planète+, 2015[11]
- Quand un homme demande à mourir (52 min), France 2, 2013[12]
- Maladies à vendre (52 min), Arte, 2012
- Questions d’éthique (80 min), Arte, 2011[13]
- Une télé dans le biberon (52 min), Arte, 2010[14]
- Maudit gène (52 min), Arte, 2007[15]
- Les Recettes de Mina, Terezin 1944, (46 min), Planète+, 2007[16]
- Éclats de fugue, (26 min), France 2, 2005
- Louise, Amandine et les autres, (52 min), Arte, 2004
- En quête d’asile (68 min), France 3, 2003[17]
- Sans toi, (26 min), France 2, 2002
- Formules magiques, (52 min), Arte, 2001
- Histoire, histoires d'autisme, (52 min), Arte, 2000
- Vu d’ici, (52 min), Arte, 2000[18]
- Le Virus fantôme, (52 min) Arte, 1998[19]
- Le Cerveau en émoi, Arte, 1998
- Sur les traces de Phineas Gage, (26 min), Arte, 1998
- L'Homme qui ne voulut pas être roi (52 min), FR3, 1995[20]
- Gospel Mississippi, (52 min), FR3, 1996
- Captain W, astronaute, coréalisé avec Frédéric Laffont, 1994
- Berlin, côté mur, côté jardin (52 min) FR3, 1993[20]
- W Street, coréalisé avec Christophe de Ponfilly, 1992

## Récompenses et distinctions
- Chevalier de la Légion d'honneur (2021).